# Зомби 3 (фильм, 2022)
Зомби 3 (англ. Zombies 3) — американский научно-фантастический музыкальный фильм 2022 года, премьера которого состоялась на стриминговом сервисе Disney+ 15 июля 2022 года и на телеканале Disney Channel 12 августа 2022 года. Фильм является продолжением фильма «Зомби 2» 2020 года. Первый фильм из данной франшизы 2018 года Зомби и фильм 2020 года Зомби 2, в котором снялись Майло Манхейм и Мэг Доннелли в ролях Зеда и Аддисона соответственно. Большая часть актёрского состава второго плана из первых двух фильмов «Зомби» также вернулись к своим ролям. В фильме рассказывается о городе Сибрук, в котором сейчас живут зомби, нормальные люди и оборотни, сосуществующие в гармонии, пытаясь отбиться от вторжения инопланетян.

## Сюжет
В городке Сибрук мирно живут оборотни, люди и зомби. Это их последний год в Сибрук Хай (их средней школе), и Эддисон принята в Горный колледж. Зед получает спортивную стипендию в Горном колледже и надеется присоединиться к Эддисон в её колледже.

## В ролях
- Майло Манхейм — Зед
- Мэг Доннелли — Аддисон
- Тревор Торджман — Баки
- Кайли Расселл — Элиза
- Карла Джеффри — Бри
- Чандлер Кинни — Уилла
- Пирс Йоза — Уайат
- Ариэль Мартин — Винтер
- Терри Ху — А-Спен
- Мэтт Корнетт — А-Лан
- Кира Тантао — А-Ли
- Кингстон Фостер — Зои
- Джеймс Годфри — Бонзо
- Ру Пол — голос материнского корабля
- Эмилия Маккарти — Лейси
- Ной Зулфикар — Джейси
- Жасмин Ренэ Томас — Стейси
- Наоми Сникус — мисс Ли
- Пол Хопкинс — Дейл
- Мари Уорд — Мисси
- Шейла Маккарти — Энджи
- Джонатан Лэнгдон — Тренер
- Тони Наппо — Зевон

## Производство
22 марта 2021 года было объявлено о выходе третьего фильма под названием «Зомби 3», съёмки которого должны состояться весной в Торонто в Канаде. Майло Манхейм и Мэг Доннелли вновь исполнили свои роли Зеда и Аддисона. Пол Хоэн также остался режиссёром, а Bloor Street Productions — продюсерской компанией. Дэвид Лайт, Джозеф Расо, Сюзанна Фарвелл и Resonate Entertainment были исполнительными продюсерами. 19 мая 2021 года было объявлено, что Мэтт Корнетт, Кира Тантао и Терри Ху сыграют в фильме соответствующие роли А-Лан, А-Ли и А-Спен. Чендлер Кинни, Пирс Джоза, Бэби Ариэль, Тревор Торджман, Карла Джеффри, Кайли Рассел, Джеймс Годфри и Кингстон Фостер также вернулись к своим ролям. Производство фильма началось 31 мая 2021 года и завершилось в июле 2021 года. 20 мая 2022 года было объявлено, что Ру Пол Чарльз присоединился к актёрскому составу в качестве голоса «Корабля-матери», описанного в официальном синопсисе как «комедийно пассивно-агрессивный НЛО».
Из-за беременности Кайли Рассел не могла сниматься с остальными актёрами; её сцены были выполнены за счёт показа только её туловища в кадрах и взаимодействия с остальными актёрами через тело робота.

## Релиз
«Зомби 3» был выпущен 15 июля 2022 года на Disney+. Фильм также был показан на канале Disney Channel 12 августа и был объявлен как «Выпуск потеряных песен». Сцена, в которой Э-Спен рассказывает Аддисон, что они влюблены в Зеда, Бри, Аддисон, Уиллу, Винтера и Э-Спен, поют о чувстве влюбленности, песня называется «Что это за чувство?».

## Приём

### Количество зрителей
По данным Whip Media, «Зомби 3» был 4-м по популярности фильмом на всех платформах в США за неделю с 15 июля 2022 года. По данным Nielsen, «Зомби 3» был седьмым по популярности фильмом на всех платформах за неделю с 17 июля 2022 года.

### Критик
На сайте Rotten Tomatoes 75 % на основе 8 рецензий критиков являются положительными со средней оценкой 6,30/10.
Сурав Чакраборти из «Sportskeeda» счёл «Зомби 3» достойным финалом франшизы «Зомби», похвалил фильм за изображение любви, принятия и равенства, а также похвалил саундтрек фильма и химию между персонажами, а также дополнил предпосылку с участием внеземных персонажей. Джон Серба из Decider похвалил музыку и хореографию, заявив, что песни могут быть привлекательными, и похвалил идею фильма о принятии и включении, считая сам фильм красочным и ярким, а иногда и бессмысленным. Дженнифер Грин из «Common Sense Media» оценила фильм на 3 из 5 звёзд, высоко оценила наличие положительных сообщений и образцов для подражания, сославшись на разнообразие, равенство и инклюзивность, и похвалила разнообразные представления.
Лена Уилсон из «The New York Times» написала, что фильм представляет собой гораздо больше, чем «90 минут глупости», и похвалила его тон, но раскритиковала то, как «Зомби 3» изображает социально-культурные различия, в частности странного персонажа Терри Ху. Брайан Лоури из «CNN» назвал фильм энергичным и прогрессивным, но раскритиковал его за то, что фильм был «мёртвым по прибытии», выразив озабоченность по поводу использования инопланетян (которое в настоящее время признано, как клише) после того, как в первых двух фильмах были изображены зомби и оборотни, и было обнаружено, что песни посредственного качества, за исключением песен «Я наконец-то я» и «Когда-нибудь».

### Награды
Фильм был номинирован на GLAAD Media за выдающуюся детскую и семейную программу на 34th GLAAD Media Awards. Фильм также получил номинацию «Превосходство в ремеслах — иллюстрации» на церемонии вручения наград CAFTCAD Awards 2023.

## Будущее
Disney не подтвердила и не опровергла возможный четвёртый фильм из франшизы «Зомби», и источники расходятся во мнениях относительно вероятности создания четвёртого фильма. Манхейм заявил, что «Зомби 3» "очень хорошо завершает всю франшизу, хотя он также оставил открытой возможность создания четвёртого фильма и считает решение о производстве «Зомби 4» будет зависить в первую очередь от приёма фильма «Зомби 3».
Тем не менее, компания Disney объявила, что в настоящее время в производстве находится анимационный мультсериал под названием «ZOMBIES: The Re-Animated Series».

## Комментарии
1. ↑  Название фильма иногда стилизовано с через дефисы как Z-O-M-B-I-E-S 3. Иногда некоторые СМИ сокращают название фильма до «Z3».